# 赛门戴尔 (阿拉巴马州)
赛门戴尔（英語：Summerdale），是美国阿拉巴马州下属的一座城市。面积约为9.69平方英里（约合25.09平方公里）。根据2010年美国人口普查，该市有人口862人，人口密度为88.99/平方英里（约合34.36/平方公里）。